# 基什孔毛伊绍区
基什孔毛伊绍区（匈牙利語：Kiskunmajsai járás），是匈牙利巴奇-基什孔州的一个区，总面积485.13平方公里，总人口18,908人（2011年），人口密度39人/平方公里。中心城市为基什孔毛伊紹。

## 市镇
基什孔毛伊绍区包含一个城镇和5个村庄。